# Katastrofa lotu American Airlines 191
Katastrofa lotu American Airlines nr 191 – katastrofa lotnicza, która wydarzyła się dnia 25 maja 1979 roku, kiedy samolot linii American Airlines (lot nr 191) – rozbił się przy starcie z portu lotniczego O’Hare w Chicago. Zginęło 258 pasażerów, 13 członków załogi i dwie osoby na ziemi. Jest to największa amerykańska tragedia lotnicza, która nie była zamachem.

## Samolot

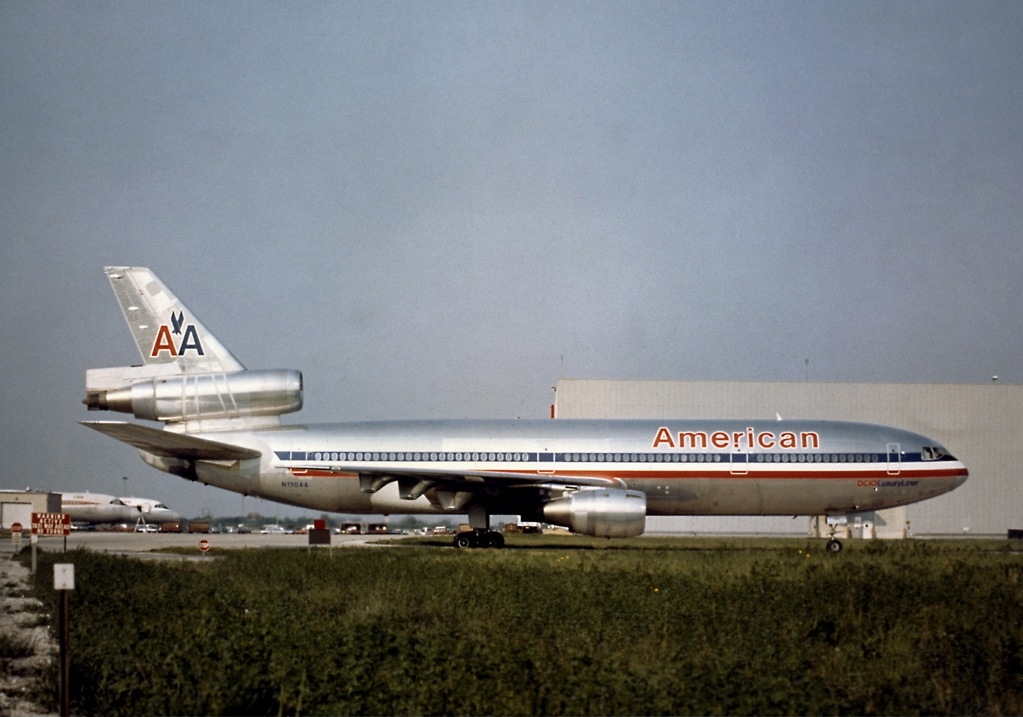
McDonnell Douglas DC-10, który uległ katastrofie (nr. rej. N110AA). Zdjęcie wykonano na lotnisku w Chicago w kwietniu 1974 roku.

Trzysilnikowy (silniki produkcji General Electric CF6-6D) samolot McDonnell Douglas DC-10-10, o numerze rejestracyjnym N110AA, został dostarczony do towarzystwa American dnia 28 lutego 1972 roku. Ten szerokokadłubowy pasażerski odrzutowiec był w ówczesnych czasach bardzo popularny. Do dnia katastrofy maszyna przebyła 19 871 godzin w powietrzu.

## Wstęp
Lot American Airlines 191 był zaplanowany na 25 maja 1979 roku. Start na chicagowskim lotnisku O’Hare, lądowanie w Los Angeles. Na pokładzie rejsu nr 191 znajdowało się łącznie 271 osób.
Kapitanem samolotu był Walter Lux – to jeden z najbardziej doświadczonych pilotów linii American. W kokpicie towarzyszyli mu: II pilot – James Dillard (10 tysięcy godzin) i inżynier pokładowy – Alfred Udovich (15 tysięcy godzin).

## Start i katastrofa
14:58Załoga samolotu jest gotowa do kołowania na pas nr 32R. Minutę później piloci ruszają w stronę miejsca startowego.
15:01DC-10 zatrzymuje się, by przepuścić właśnie lądującą maszynę. Chwilę później zajmują miejsce na pasie nr 32R, oczekując pozwolenia na start.
15:02:40Samolot zaczyna się rozpędzać. Po pięćdziesięciu sekundach, 170-tonowy odrzutowiec osiąga prędkość decyzji. Jednak zanim wzbije się w powietrze, kadłubem targa silna eksplozja. W tym momencie nadzorujący start kontrolerzy obserwują, jak pięciotonowy silnik nr 1 po prostu wybucha, koziołkuje nad lewym skrzydłem i upada na pas startowy, wzbijając tumany kurzu i pyłu. Ale piloci nie mogą już przerwać startu i po chwili – na 1,8 kilometrze pasa – ważąca ponad 170 ton maszyna odrywa się od ziemi. Załoga szybko dostrzega brak mocy w jednym z silników. Piloci postępują zgodnie z procedurą zmniejszając prędkość maszyny podczas wznoszenia do minimalnej granicy – 153 węzłów (283 km/h). Niestety – w tym przypadku zniszczenie pylonu z silnikiem spowodowało dalsze uszkodzenia techniczne odrzutowca: zerwanie metrowego fragmentu skrzydła i przerwanie dwóch obwodów systemu hydraulicznego, a w rezultacie utratę płynu hydraulicznego, za pomocą którego załoga steruje (poprzez siłowniki) powierzchniami sterowymi (lotki, ster wysokości, ster kierunku). W przypadku rejsu nr 191, utrata płynu hydraulicznego przyczyniła się do schowania dodatkowych urządzeń na krawędzi natarcia – slotów. Ich schowanie powoduje spadek siły nośnej i zmniejszenie krytycznego kąta natarcia. W tym locie doszło do schowania slotów tylko po lewej stronie, co spowodowało asymetrię siły nośnej pomiędzy płatem lewym i prawym, przez co doszło do przechylenia samolotu w lewą stronę. Co więcej – silnik nr 1, który uległ awarii, odpowiadał za układ elektryczny po stronie kapitana. Z tego też względu, po jego utraceniu, dowódca, kpt. Lux, nie miał absolutnie żadnych informacji dotyczących ostrzeżenia przed przeciągnięciem czy schowania slotów. Informacji tych nie otrzymał również II pilot, gdyż wszystkie te ostrzeżenia mogły pojawić się jedynie po stronie dowódcy lotu. Załoga, działając zgodnie z procedurami, nie zdawała sobie sprawy z dramatyczności sytuacji, nie zostali także powiadomieni przez obserwujących start kontrolerów z wieży.
15:03:34Kiedy samolot zaczyna przechylać się na lewe skrzydło, pasażerowie już zdają sobie sprawę z dramatu. Za lewym skrzydłem maszyny ciągnie się biała smuga uciekającej kerozyny.
15:03:40Piloci korygują przechylenie na lewą burtę, jednak na krótko. Po osiągnięciu wysokości 91 metrów, maszyna zaczyna ostro przechylać się na stronę uszkodzonego skrzydła. Po chwili wieża kontaktuje się z pilotami słowami – American 191 heavy, czy chcesz wrócić, a jeśli tak, to na jaki pas? Pochłonięta walką o utrzymanie wysokości, załoga nie odpowiada wieży. Nie zdaje sobie sprawy, że odpadający silnik zerwał przewody hydrauliczne skrzydła, powodując wyciek płynu hydraulicznego, a także z faktu, iż nieustannie tracą paliwo.
15:03:55Mija 21 sekund od rozpoczęcia kryzysu. Ponieważ na skrzydle prawym silnik nr 2 wciąż działa, a skrzydło lewe utraciło swoją siłę nośną, samolot zaczyna zataczać stromy, niebezpieczny łuk – 112-stopniowy skręt na lewą stronę. Wówczas wśród podróżnych wybucha panika. W tym czasie piloci mocują się w kokpicie ze sterami, starając się skorygować kurs i przechylenie maszyny na lewą stronę. Po chwili dziób zaczyna chylić się ku ziemi, opadając poniżej horyzontu. Pewien naoczny świadek katastrofy wykonał zdjęcie, na którym – w pewnej odległości od zabudowań portu lotniczego O’Hare – widoczna jest sylwetka maszyny z niemalże pionowym ułożeniem skrzydeł. To rezultat dużej asymetrii siły nośnej pomiędzy płatem lewym i prawym w wyniku asymetrycznego schowania slotów i zerwania strug na lewym skrzydle. Kolejna fotografia przedstawia już olbrzymią kulę ognia.
15:04:05Zakończenie lewego skrzydła dotyka ziemi. Samolot z prawie pełnymi zbiornikami paliwa uderza w otwarte pole, pod kątem 21° – w odległości 90 metrów od osiedla przyczep kempingowych i około półtora kilometra od krańca pasa startowego nr 32R. Od chwili startu minęło 31 sekund. Szczątki zniszczyły też hangar. Natychmiastową śmierć na miejscu poniosły 273 osoby (wszyscy na pokładzie i 2 mężczyzn przebywających w hangarze).

## Miejsce katastrofy
W chwili katastrofy samolot miał prawie pełne baki paliwa na międzystanowy lot do Los Angeles. W momencie kolizji, świadkom ukazał się tylko jasny błysk, a następnie, na wysokość trzydziestu metrów, wzbiła się olbrzymia kula ognia. W płomieniach stanęły okoliczne domki kempingowe, strażacy przez wiele godzin walczyli z ogniem.
Gdy kwadrans po trzeciej po południu na miejsce katastrofy – na otwarte pole, na północ od Touhy Avenue – przybyli strażacy, okazało się, iż nikt nie ocalał. Śmierć poniosło 271 osób z pokładu DC-10 i dwie osoby w hangarze koło pola kempingowego. 

## Dochodzenie

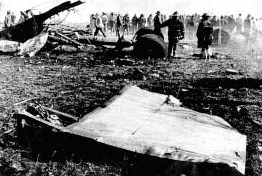
Fragment rozbitego DC-10 na miejscu katastrofy

Szybko zorientowano się, iż nowo produkowane samoloty DC-10 mają wiele wad konstrukcyjnych: wcześniej miała miejsce katastrofa pod Paryżem (1974 r. – 346 ofiar). Od 1971 do 1979 roku w katastrofach tych maszyn śmierć poniosły już 622 osoby. W związku z tragedią, Federalna Agencja ds. Lotnictwa (FAA) zażądała natychmiastowego uziemienia wszystkich amerykańskich DC-10. Rozpoczyna się dochodzenie z udziałem piętnastoosobowej ekipy NTSB – Narodowej Rady ds. Bezpieczeństwa Transportu.
Po odnalezieniu „czarnych skrzynek” okazało się, że ich mechanizmy zatrzymały się tuż po starcie samolotu. Stało się tak dlatego, iż „czarna skrzynka” zasilana była przez silnik nr 1 – ten, który uległ awarii. Ekipa musiała podejść do sprawy z innej strony.
Łańcuch przyczynowo-skutkowy, który przyczynił się do śmierci 273 ludzi, rozpoczęło oderwanie pylonu z silnikiem, który pociągnął za sobą także metrowy fragment skrzydła. Przerwanie układu hydraulicznego przyczyniło się z kolei do samoczynnego asymetrycznego schowania slotów – aerodynamicznych powierzchni w przedniej części lewego skrzydła. Co więcej: okazało się, iż zminimalizowanie prędkości – według podręcznikowych zaleceń – do tzw. prędkości V2 (283 km/h), to najgorsze, co można uczynić przy schowanych slotach. Spowodowało to utratę siły nośnej na lewym skrzydle, wejście maszyny w stromy łuk, przeciągnięcie i w końcu upadek. Okazało się, iż program szkolenia załóg był niewłaściwy – podczas symulacji lotu nr 191, wszystkich trzynastu pilotów, postępując zgodnie z zaleceniami, nie uratowało maszyny.
U podstaw katastrofy leży natomiast sposób, w jaki montowano pylony wraz z silnikami maszyny do skrzydeł. Jak wykazały badania metalurgiczne szczątków maszyny, pylon uległ uszkodzeniom już przed katastrofą – a dokładniej: na osiem tygodni przed lotem nr 191. Podczas gruntownego remontu w zakładach American Airlines – w mieście Tulsa, w stanie Oklahoma – doszło do uszkodzenia pylonu silnika nr 1 z lewego skrzydła, podczas nieprawidłowego jego demontażu. Podczas analizy szczątków odkryto 25-centymetrowe pęknięcie w miejscu tylnej przegrody pylonu silnika.
Procedury zalecały, by podczas przeglądu osobno demontować silnik maszyny, a następnie jego pylon. Jednak ze względów oszczędnościowych i czasowych, mechanicy linii American oddzielali od skrzydła pylon z silnikiem – według poleceń władz American Airlines, które wprowadziły tę nową, „szybszą” metodę.
Do demontażu używano wózka widłowego specjalnie przystosowanego do takich operacji. Podczas tych czynności operatorzy urządzeń musieli wykonywać niezwykle precyzyjne ruchy, by nie uszkodzić ani silnika, ani pylonu samolotu. Szczególne trudności sprawiało „pochwycenie” silnika w widły i utrzymanie go w pozycji prostej w trakcie jego demontażu. Przypadkowa nieuwaga lub lekki, błędny ruch mogły spowodować przechylenie silnika, gdy ten znajdował się pod skrzydłem, wraz z pylonem. Wystarczył niewielki ucisk silnika na pylon, by powstały rysy zmęczeniowe.
Tak właśnie zdarzyło się podczas przeglądu, na osiem tygodni przed katastrofą: w trakcie ruchów wózka widłowego, w hangarze rozległ się dźwięk – przypominający wystrzał z broni. Błąd operatora spowodował pęknięcie kołnierza pylonu. Nikt jednak nie sprawdził stanu pylonu w trakcie przeglądu. Z każdym kolejnym lotem, rysy powiększały się – aż do tragicznego startu, 25 maja 1979 roku, gdy pylon pękł.
Po tym tragicznym odkryciu FAA zaleciła kontrolę wszystkich zarejestrowanych w Ameryce DC-10 w celu sprawdzenia, czy nie posiadają podobnych uszkodzeń, jakie doprowadziły do katastrofy lotu nr 191. Okazało się, iż w sześciu podobnych maszynach wystąpiły tego typu uszkodzenia: w czterech maszynach linii American i dwóch towarzystwa Continental. We wszystkich tych samolotach silniki z pylonami były demontowane jednocześnie – z pomocą wózków widłowych; obie linie lotnicze wprowadziły tę szybszą metodę, jako oszczędność czasu i kosztów.

## Podsumowanie
Wyniki śledztwa opublikowano 21 grudnia 1979 roku – prawie w siedem miesięcy po katastrofie. Ekipa NTSB stwierdziła przy okazji, iż za katastrofę nie należy winić pilotów maszyny, ponieważ sytuacja, w jakiej się znaleźli, uniemożliwiała im podjęcie jakichkolwiek działań, zmierzających do lądowania awaryjnego na lotnisku.

## Narodowości załogi i pasażerów samolotu
| Kraj              | Pasażerowie | Załoga | Razem |
| ----------------- | ----------- | ------ | ----- |
| Stany Zjednoczone | 247         | 13     | 260   |
| Arabia Saudyjska  | 4           | –      | 4     |
| Holandia          | 4           | –      | 4     |
| Austria           | 1           | –      | 1     |
| Belgia            | 1           | –      | 1     |
| Korea Południowa  | 1           | –      | 1     |
| Razem             | 258         | 13     | 271   |

### Strony internetowe
- Aviation Safety Network

### TV
- na podstawie programu: Katastrofa lotnicza – Odc. Chicago – Lot 191